# مخرج الطوارئ (فلم)
مخرج الطوارئ (بالفرنسية: Sortie de secours) هو فيلم فرنسي من إخراج روجر كاهان صدر عام 1970.

## ملخص
ممثلة بلا نعمة تهز الرداءة للحياة التي لا تريد أن تبتسم. هذه المرأة لا تيأس. إنها تعتزم إجبار الحياة في نهاية المطاف لرعايتها. . .

## روابط خارجية
- مقالات تستعمل روابط فنية بلا صلة مع ويكي بيانات